# Giovanni Battista Maderno

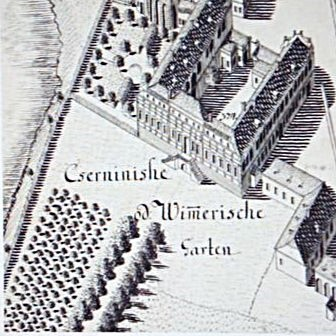
Gartenpalais im Czerningarten, nach 1685 von G. B. Madera erbaut, Detail der Perspektivkarte von Wien des Josef Huber, 1769–1773

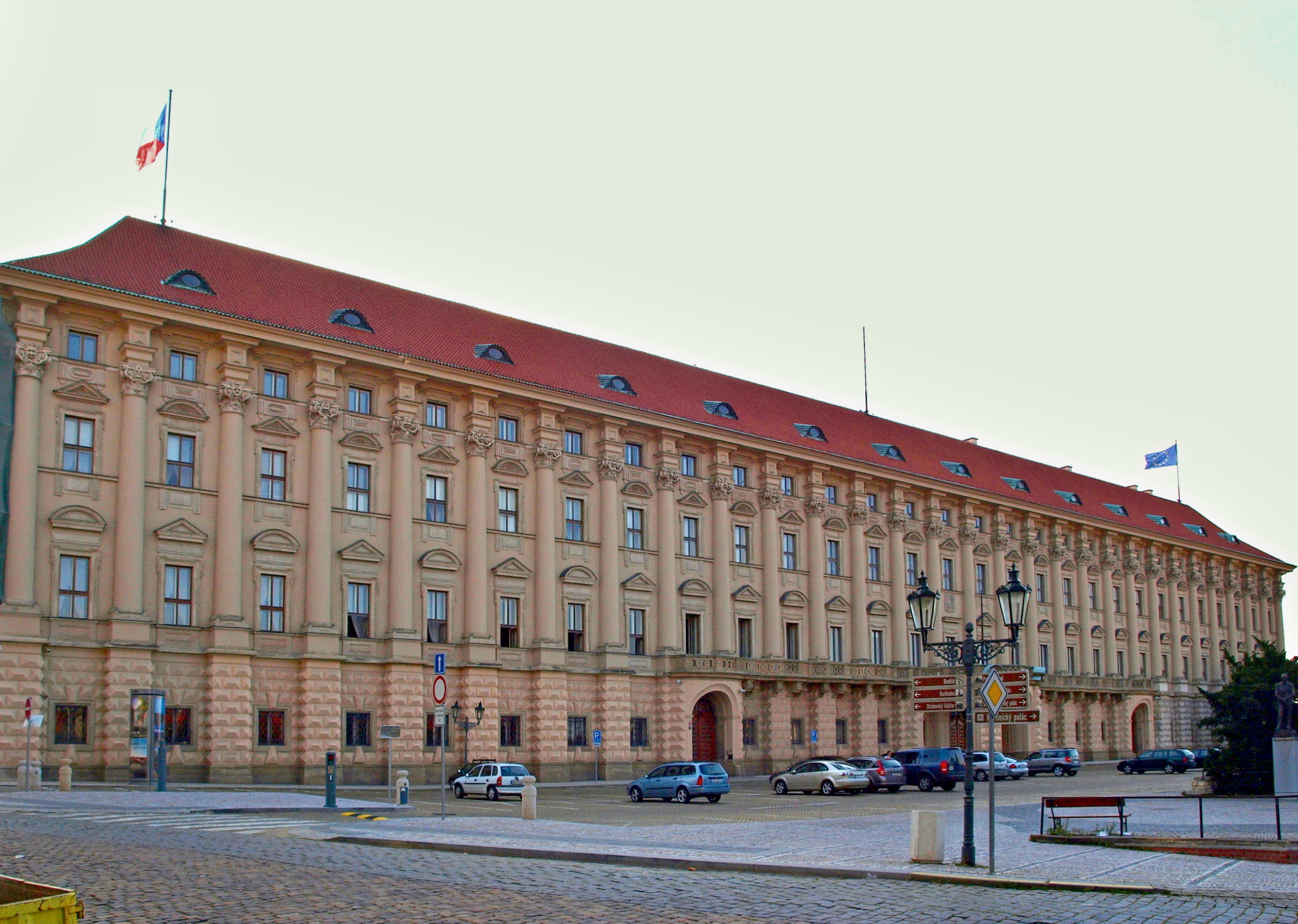
Čzernin, Palast in Prag

Giovanni Battista Maderno, auch Giovanni Battista Maderna (* 1652 in Capolago im Kanton Tessin; † 9. Oktober 1728 in Wien), war ein tschechisch-österreichischer Hof-Ingenieur und Architekt.

## Leben

### Familie
Giovanni Battista Maderna, „des Grafen von Zhernin Ingenieur und Architekt“ heiratete am 13. April 1698 in Wien, Hernals. die Trauung vollzog der Augustiner P. Abraham a Santa Clara, ein Trauzeuge war der Hofstuckateur Santino Bussi.
Sohn Joseph Johann Anton starb am 1. Dezember 1700, Sohn Johann Wenzel Anton wurde am 29. September 1701 geboren und in St. Stephan getauft.

### Beruflicher Werdegang
Um 1677 war er des Grafen von Czernin Ingenieur und Architekt, 1700 wurde er kaiserlicher Hofingenieur und Oberbaumeister bezeichnet.

### Werke (Auswahl)

#### Hausarchitekt der Grafen Czernin in Prag und Böhmen, zuletzt in Wien
- Palais Czernin in Prag

Der junge Francesco Caratti arbeitete mit Hofbildhauer Pietro Maino Maderno (seinem künftigen Schwiegervater) am harten Stein, hat das später an seinen Schüler Giovanni Battista weitergegeben. Dieses monumentale Bauwerk ist seine Schöpfung, auch wenn nach seinem Tod 1677 Maderno als der neue Hausarchitekt des Grafen Czernin weiterarbeitete.
- Oberes Sandstein-Tor in Děčín

Das Sandsteintor auf der Zufahrt zu Schloss Děčín, nach 1672 erbaut, wird aus stilistischen Gründen Giovanni Battista Madera zugeschrieben.
- Barockschloss Schlüsselburg (Lnáře, Kr. Strakonice, Tschechien)

Drei Baumeister arbeiteten nacheinander an dieser Baustelle, Carlo Lurago als der Schöpfer, 1675 Francesco Caratti, nach seinem Tod vollendete Maderna den Bau.
- St. Georg-Basilika Prag, Hradschin

Der Neubau der Hauptfassade der St. Georgs–Basilika  erfolgte durch Francesco Caratti 1660–1669, vollendet durch Giovanni Battista Maderna 1680–1689. Beide sind Zuschreibungen.
- Epitaph für Graf Humprecht Czernin von Chudenitz im Veitsdom

Nach dem Ableben des Grafen Czernin (± 1682) gestaltete der Steinmetz Santini–Aichl nach dem Plan Madernas das Epitaph.
- Kloster Schlüsselburg, Lnáre Augustiner Barfüßer

Kaiser Leopold I. bestätigte 1687 den Konvent, 1688 schloss Graf Čzernin mit seinem Architekten Giovanni Battista Maderna einen Vertrag vom 24. März 1688 zur Erstellung der Pläne, Bauleiter war Pietro Spinetti.

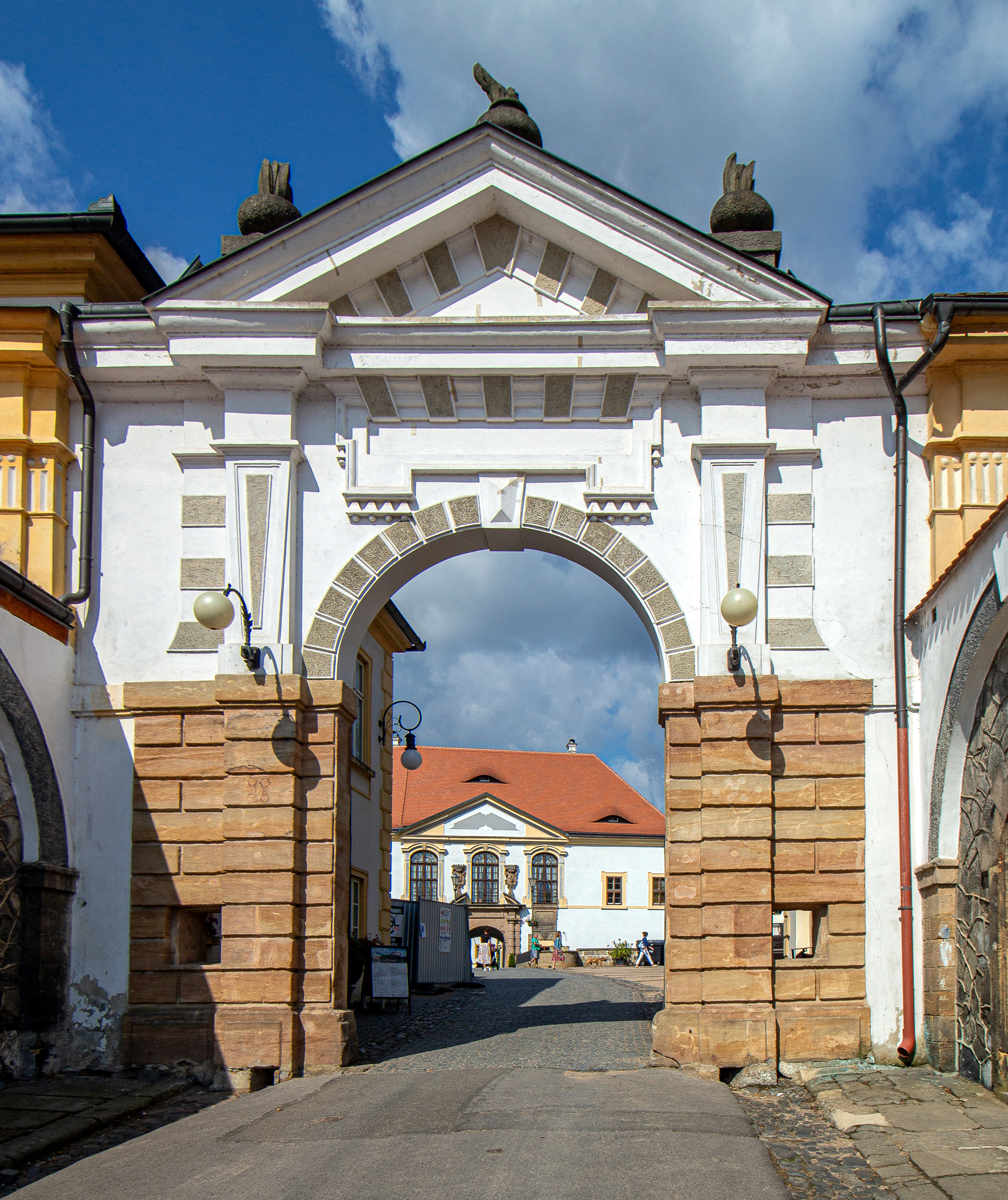
Schloss Děčín Oberes Tor
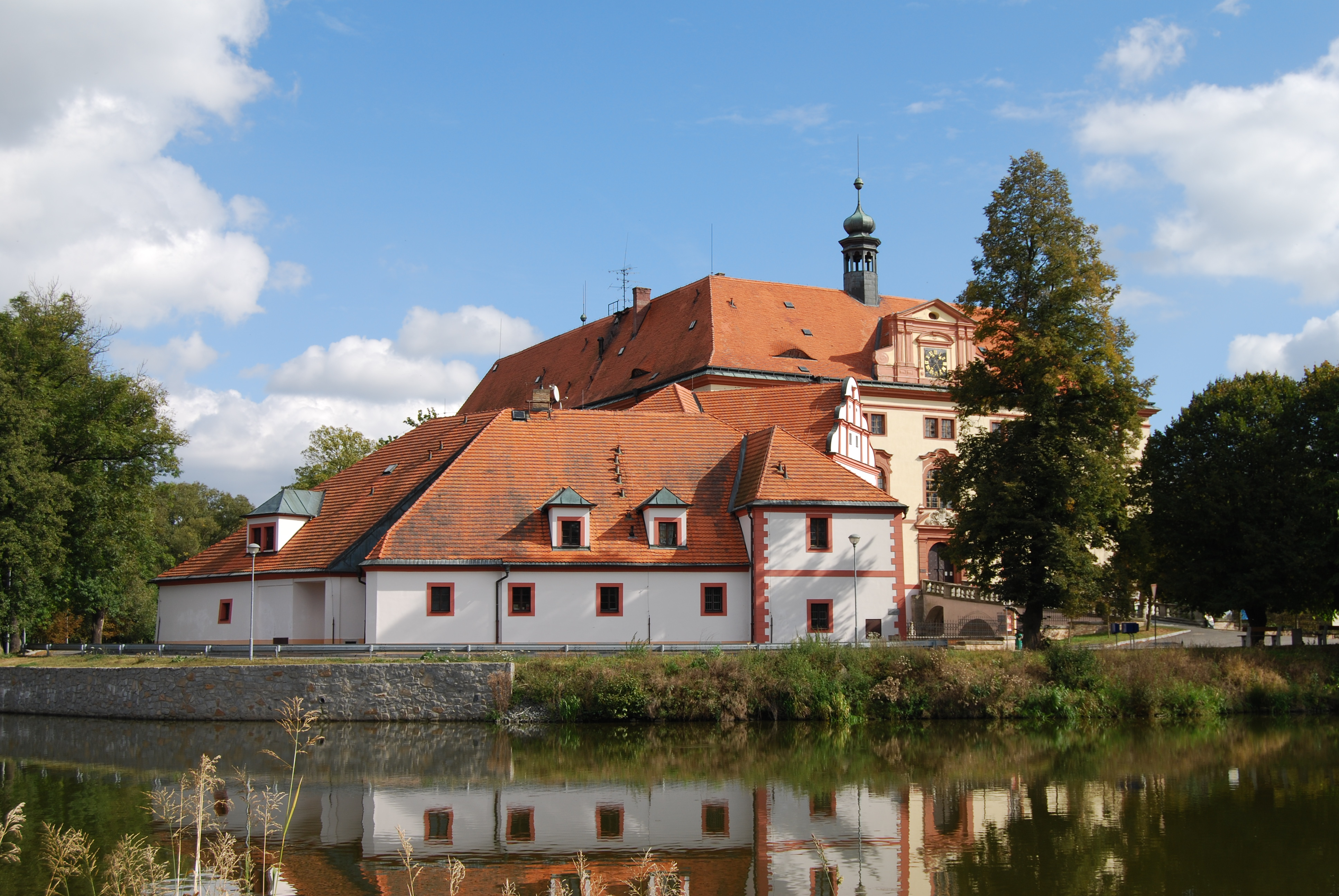
Barockschloss Lnáře
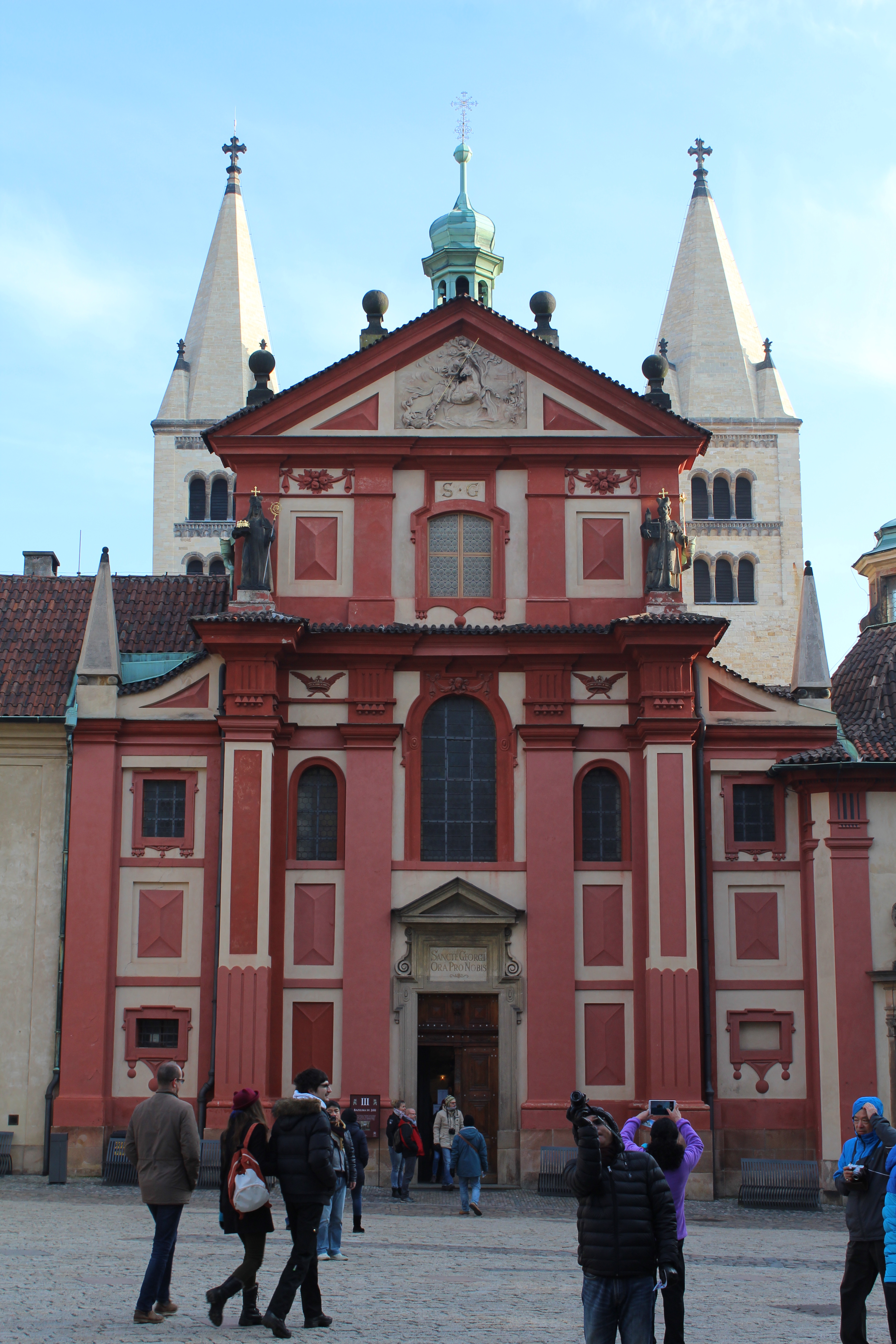
St.-Georg-Kirche
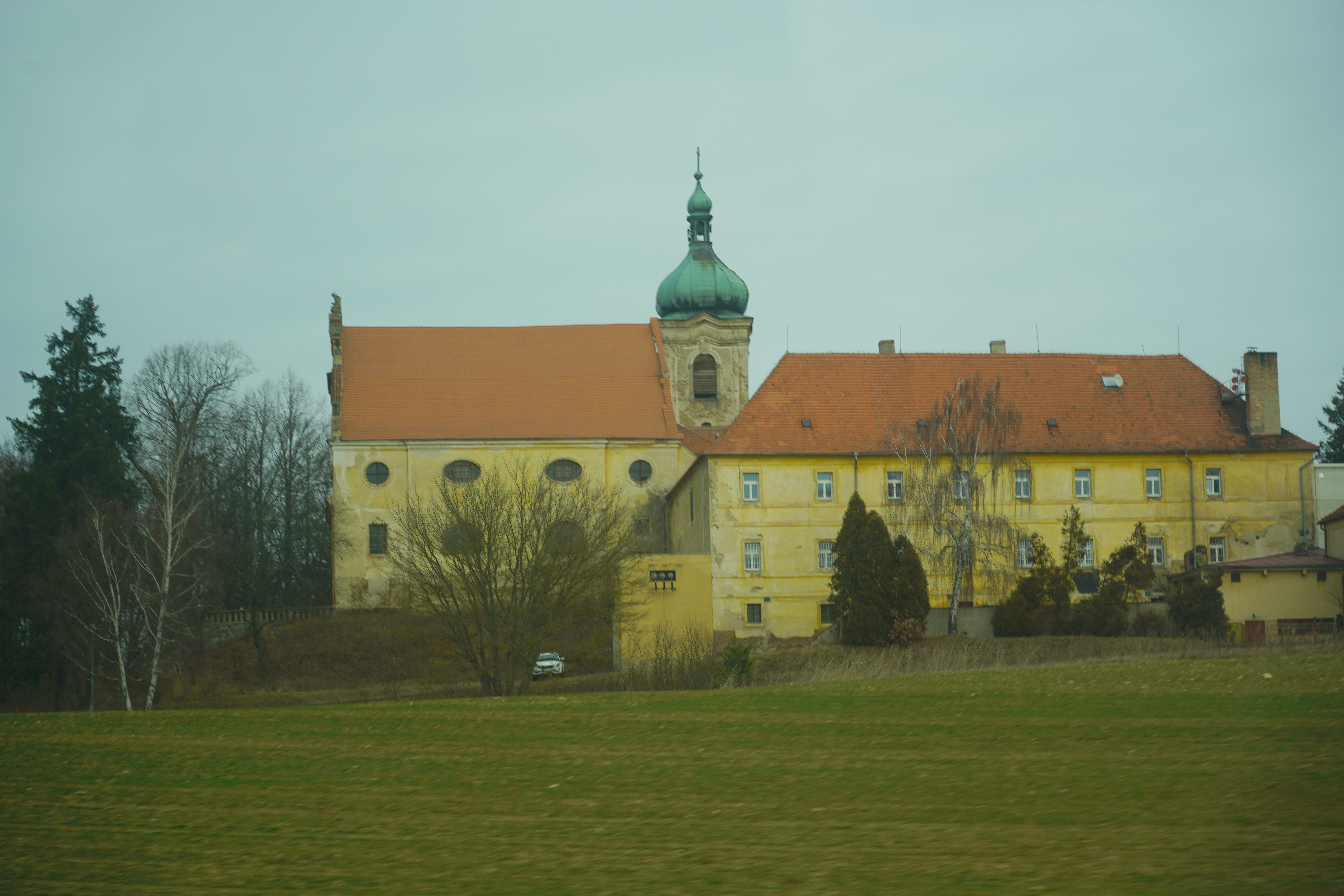
Kloster der Augustiner barfüßer in Lnáře 1688
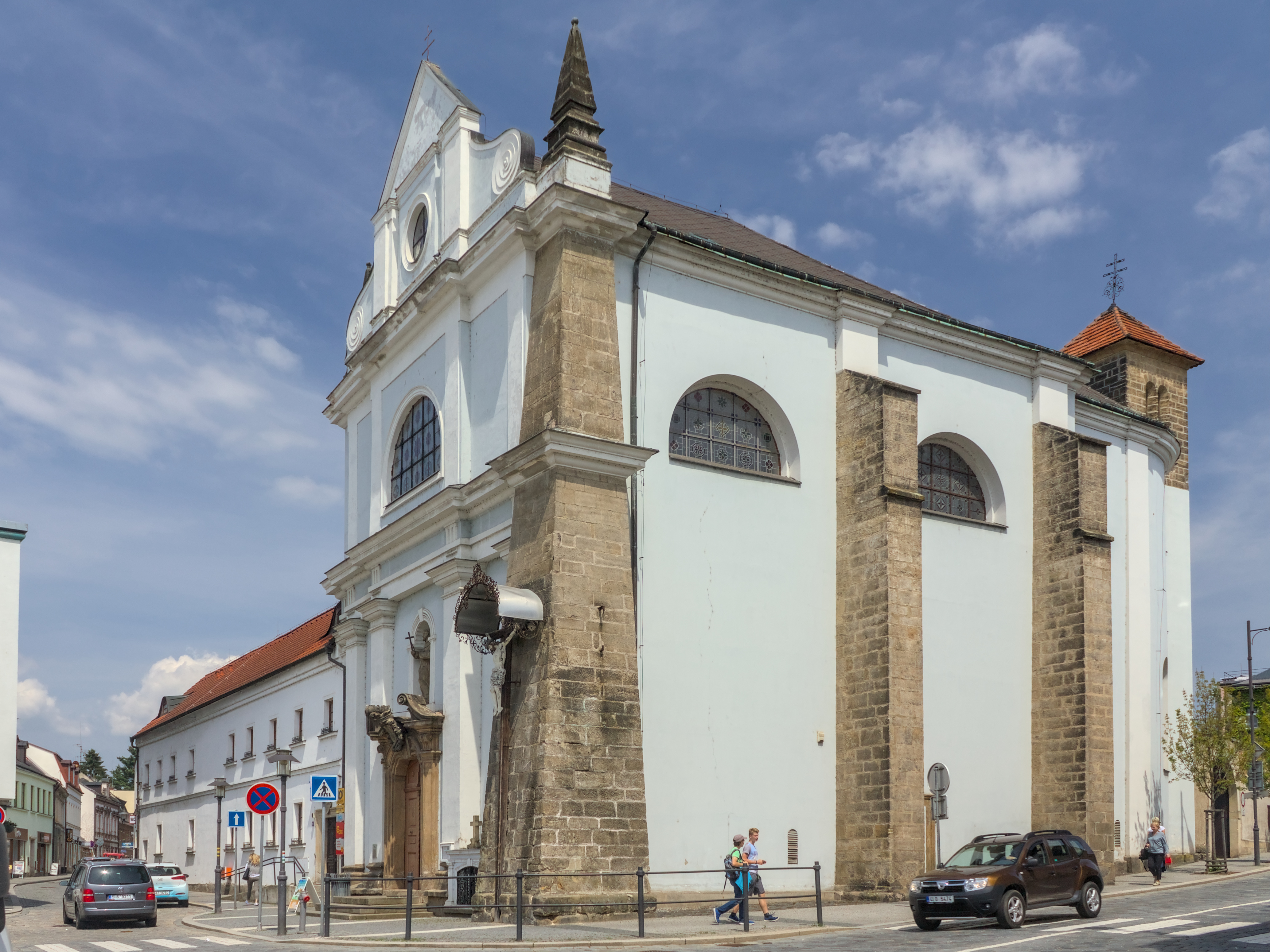
Turnov Franziskanerkloster
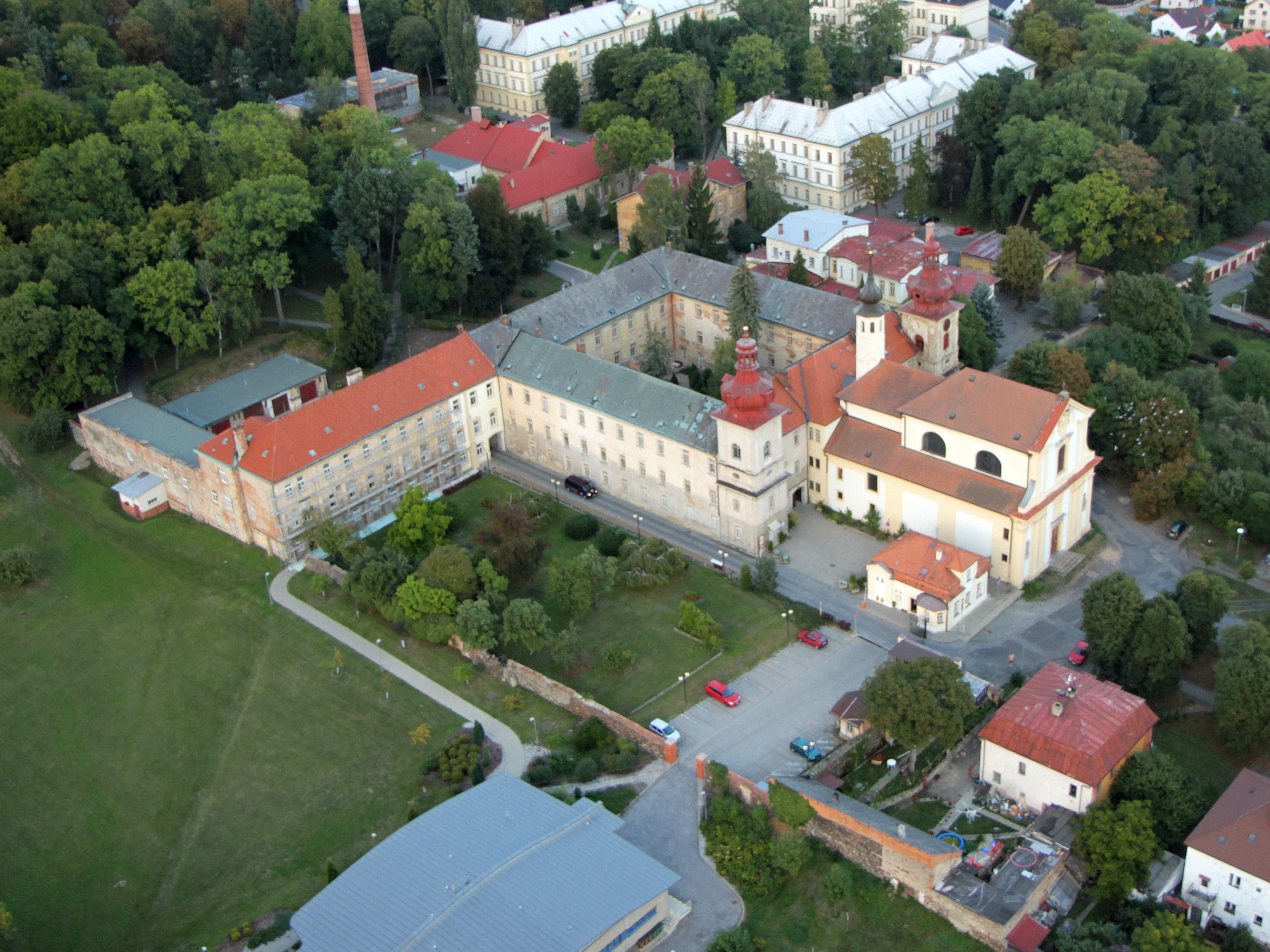
Ehem. Kloster, ab 1867 Heilanstalt Kosmonosy

- Franziskanerkloster Turnov

Von 1688 bis 1692 war Giovanni Battista Maderna an diesem Projekt des Klosters und der Kirche  beteiligt, beim Bau des Campanile, der Kirche und des Gymnasiums.
- Piaristenkloster Kosmonosy

Nach Madernas Plänen erbaute Francesco Ceresola das Piaristenkloster Kosmonosy von 1688 bis 1694 auf.
- Ein tschechischer Gartenpalast des Grafen Czernin in der Leopoldstadt zu Wien

Ab 1686 erbaute Giovanni Battista Maderna den Gartenpalast, die Arbeiten wurden 1695/99 von Domenico Egidio Rossi und Antonio Beduzzi weitergeführt. Nur die Pläne Madernas sind erhalten, der ehemalige Garten wurde parzelliert.

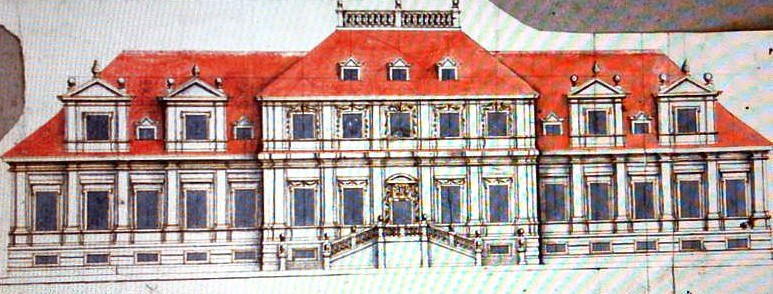
Czernin-Gartenpalais in der Leopoldstadt zu Wien, Plan von G. B. Maderno, Familienarchiv Czernin
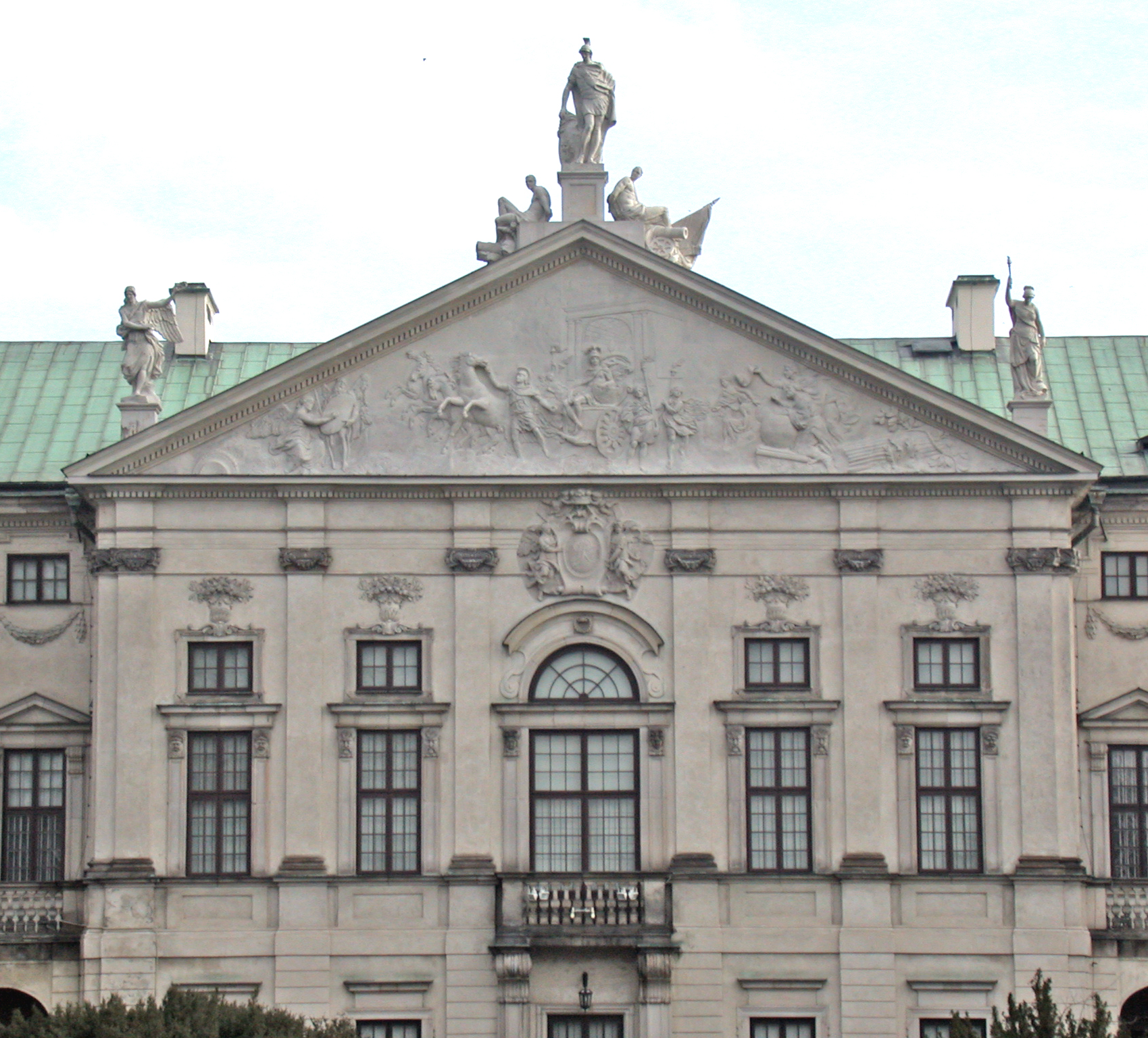
Palais Krasinski, Gartenfassade Giebelrelief
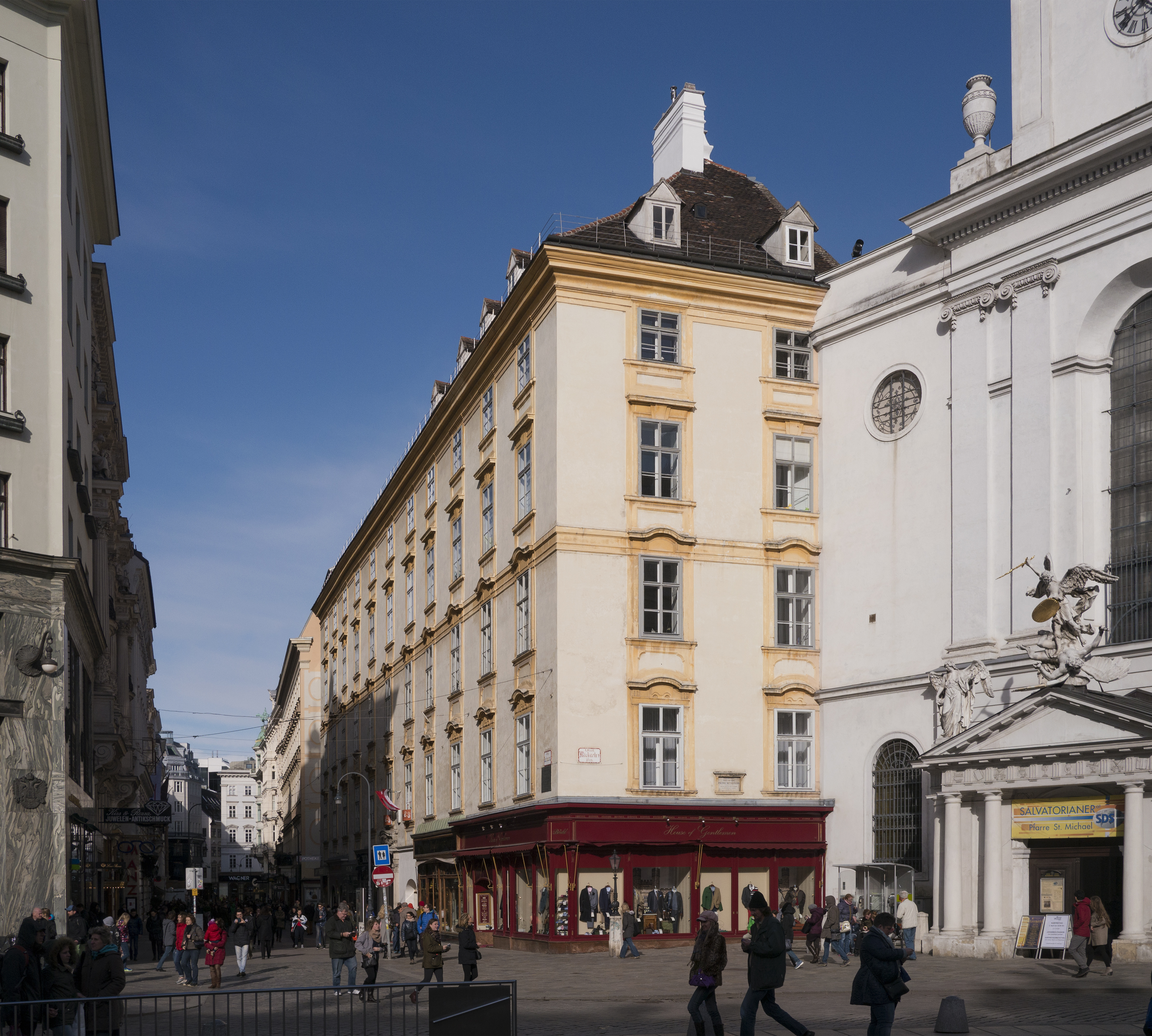
Großes Michaelerhaus 1706–1710
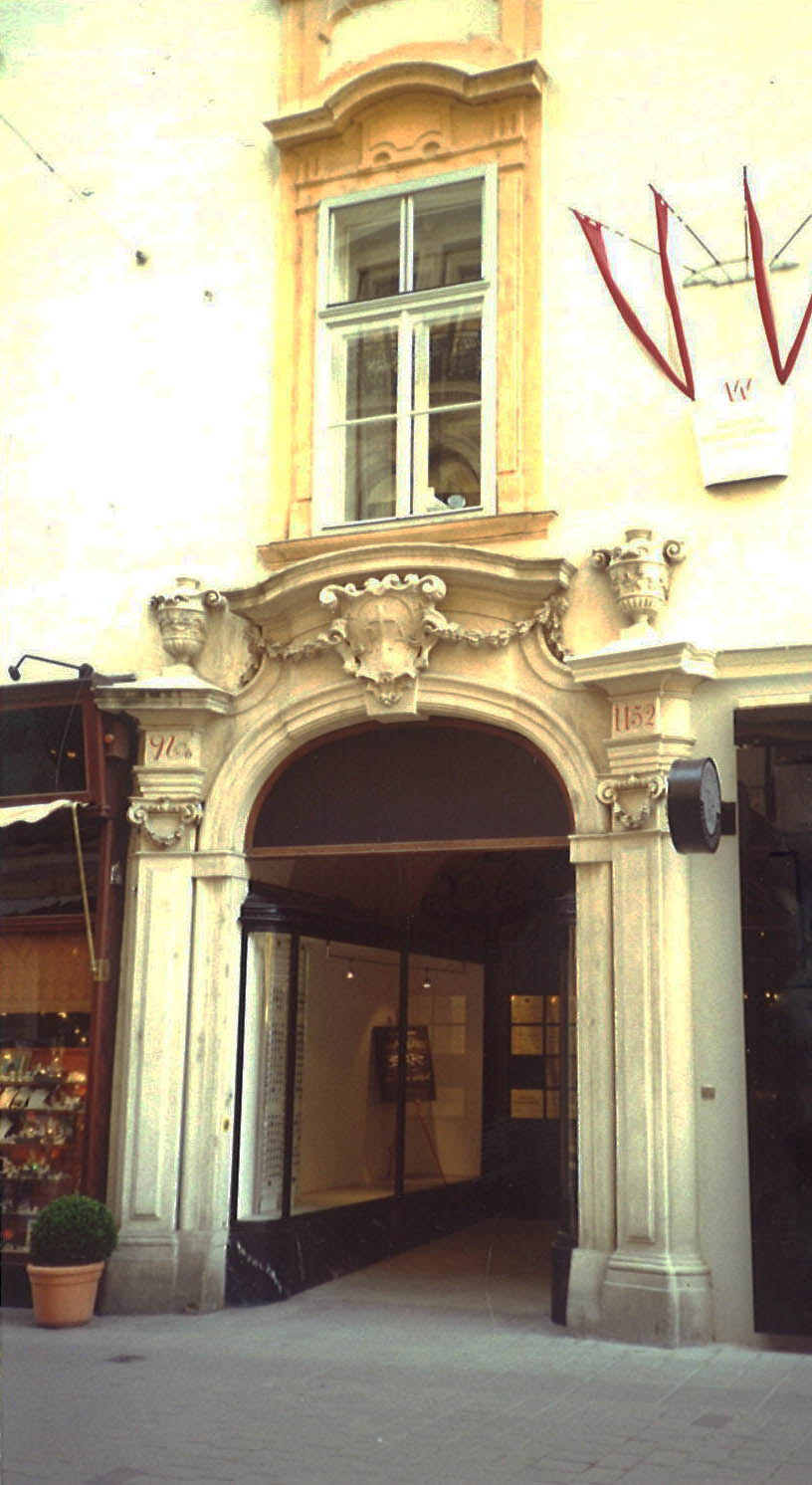
Eingangsportal

#### Bauunternehmer in Warschau
- Palais Krasiński in Warschau

Der Name ‚Giovanni Battista Maderni‘ ist in den Bauakten des Schlosses 1693, 1695 dokumentiert. Die Originale sind im Krieg zerstört worden, man greift auf eine Transkription zurück. Hat Maderni die Gartenfront, speziell ein Giebelrelief, entworfen oder Steine geliefert.
- .. dass Maderni keine Entschädigung ‚für Entwürfe‘ (plany), sondern lediglich ‚für Steine‘ (plazy) erhalten hatte ..

#### Im Dienste des Barnabitenordens in Wien
- Michaelerkolleg in Wien

Der Wiener Hof gestattete den geachteten Barnabiten wohl seinen kaiserlichen Hofingenieur Giovanni Battista Maderna zu beauftragen. Bei den Umbauarbeiten im Bereich Kohlmarkt und Habsburgergasse sind um 1690 Planänderungen Madernos dokumentiert.
- Großes Michaelerhaus Wien, Michaelerplatz 4, Kohlmarkt 11

Auf dem Grundstück standen mehrere Gebäude, die am 17. Oktober 1704 einem Brand zum Opfer fielen. Die Barnabiten errichteten darauf einen Neubau, der Architekt ist nicht eindeutig festgelegt, es ist wohl jener

„Dominus Maderna ..  pro debito ex Aedificio adhuc contracto. Herr Maderna .. für die Schulden aus dem noch unter Vertrag stehenden Gebäude.“

Einige Rechnungen dokumentieren die Verbindung zu den Barnabiten.
- Stift Göttweig in Niederösterreich

Abt Gottfried Bessel vergab 1714 Aufträge zur Neuplanung der Göttweiger Klostergebäude an Jakob Prandtauer, Balthasar Neumann und Johann Baptist Maderna, die dafür je 200 fl. erhielten. Diese Pläne sind nicht erhalten geblieben. Der Klosterbrand am 17. Juni 1718 machte eine Umgestaltung notwendig. Der Abt lud Maderno ein, 1722 bedankte sich dieser.